# کریس وودز
کریس وودز (به انگلیسی: Chris Woods) زادهٔ ۱۴ نوامبر ۱۹۵۹، بازیکن فوتبال اهل انگلستان بود که سابقهٔ بازی در تیم ملی فوتبال انگلستان را در کارنامهٔ خود دارد. وی در تاریخ ۱۶ ژوئن ۱۹۸۵، نخستین بازی ملی خود را در مقابل تیم ملی فوتبال ایالات متحده آمریکا انجام داد و با حضور در ۴۳ بازی ملی، در تاریخ ۹ ژوئن ۱۹۹۳ واپسین بازی ملی‌اش را در برابر تیم ملی فوتبال ایالات متحده آمریکا برگزار کرد.